# Весли Фофана (фудбалер)
Весли Фофана (фр. Wesley Fofana; Марсељ, 17. децембар 2000) професионални је француски фудбалер који тренутно игра у енглеској Премијер лиги за Челси и репрезентацију Француске до 21 године на позицији штопера.